# Lee Naylor
Lee Martyn Naylor (født 19. marts 1980 i Bloxwich, England) er en engelsk fodboldspiller. Han har gennem karrieren spillet for blandt andet Cardiff City, Wolverhampton Wanderers og Celtic.
Naylor vandt i sin tid hos Celtic F.C. to skotske mesterskaber og én pokaltitel.

## Landshold
Naylor har (pr. april 2018) endnu ikke optrådt for Englands A-landshold, men spillede mellem 2000 og 2001 tre kampe for landets U-21 hold.

## Titler
Skotsk Premier League
- 2007 og 2008 med Celtic F.C.

Skotsk FA Cup
- 2007 med Celtic F.C.

Skotsk Liga Cup
- 2009 med Celtic F.C.